# Эклингероде
Эклингероде (нем. Ecklingerode) — община в Германии, в земле Тюрингия. 
Входит в состав района Айхсфельд. Подчиняется управлению Линденберг/Айксфельд.  Население составляет 772 человека (на 31 декабря 2010 года). Занимает площадь 8,10 км².
Коммуна подразделяется на 2 сельских округа.